# Attilio D'Orazi
Attilio D'Orazi (Roma, 10 novembre 1929 – Roma, 2 ottobre 1990) è stato un baritono italiano.

## Biografia
Debuttò a 26 anni a Lucca nel ruolo del protagonista ne Il barbiere di Siviglia di Gioachino Rossini. Dotato di ottime doti di attore, nel corso della carriera cantò nei più importanti teatri d'opera in Italia e all'estero, esibendosi sulle scene del Teatro alla Scala di Milano, del Gran Teatre del Liceu di Barcellona, dell'Opéra Garnier di Parigi, del Covent Garden di Londra, del Gran Teatro La Fenice di Venezia e del Teatro dell'Opera di Roma, solo per citarne alcuni. Il suo repertorio era molto ampio e comprendeva le parti da protagonista o coprotagonista delle opere dei maggiori compositori italiani quali Giacomo Puccini, il già citato Gioachino Rossini, Giuseppe Verdi, Gaetano Donizetti e Francesco Cilea, oltre a diversi compositori europei. La sua voce spaziava dal belcanto di Donizetti e Vincenzo Bellini al Romanticismo delle ultime opere di Verdi, non disdegnando il repertorio settecentesco di Christoph Willibald Gluck e quello di Puccini e il verismo. Concluse la carriera al Teatro dell'Opera di Roma.
Nel corso della carriera realizzò numerose incisioni discografiche spaziando dal belcanto al verismo di Ruggero Leoncavallo.